# Rue de La Courneuve
La rue de La Courneuve à Aubervilliers est une des anciennes rues du centre-ville.

## Situation et accès
Partant du centre-ville, cette rue se dirige au nord de façon rectiligne. Elle passe la carrefour de la rue Chapon et de la rue des Noyers, puis celui de la rue Waldeck-Rousseau et de la rue Paul-Doumer.
Laissant l'avenue des Ponceaux sur sa gauche, elle se termine au carrefour de la rue du Commandant-L'Herminier, de la rue Hémet, de la rue de Crèvecœur, et de la rue Danielle-Casanova (route départementale 27).

## Origine du nom
Cette rue tient son nom de la ville de La Courneuve vers laquelle elle se dirige.

## Historique

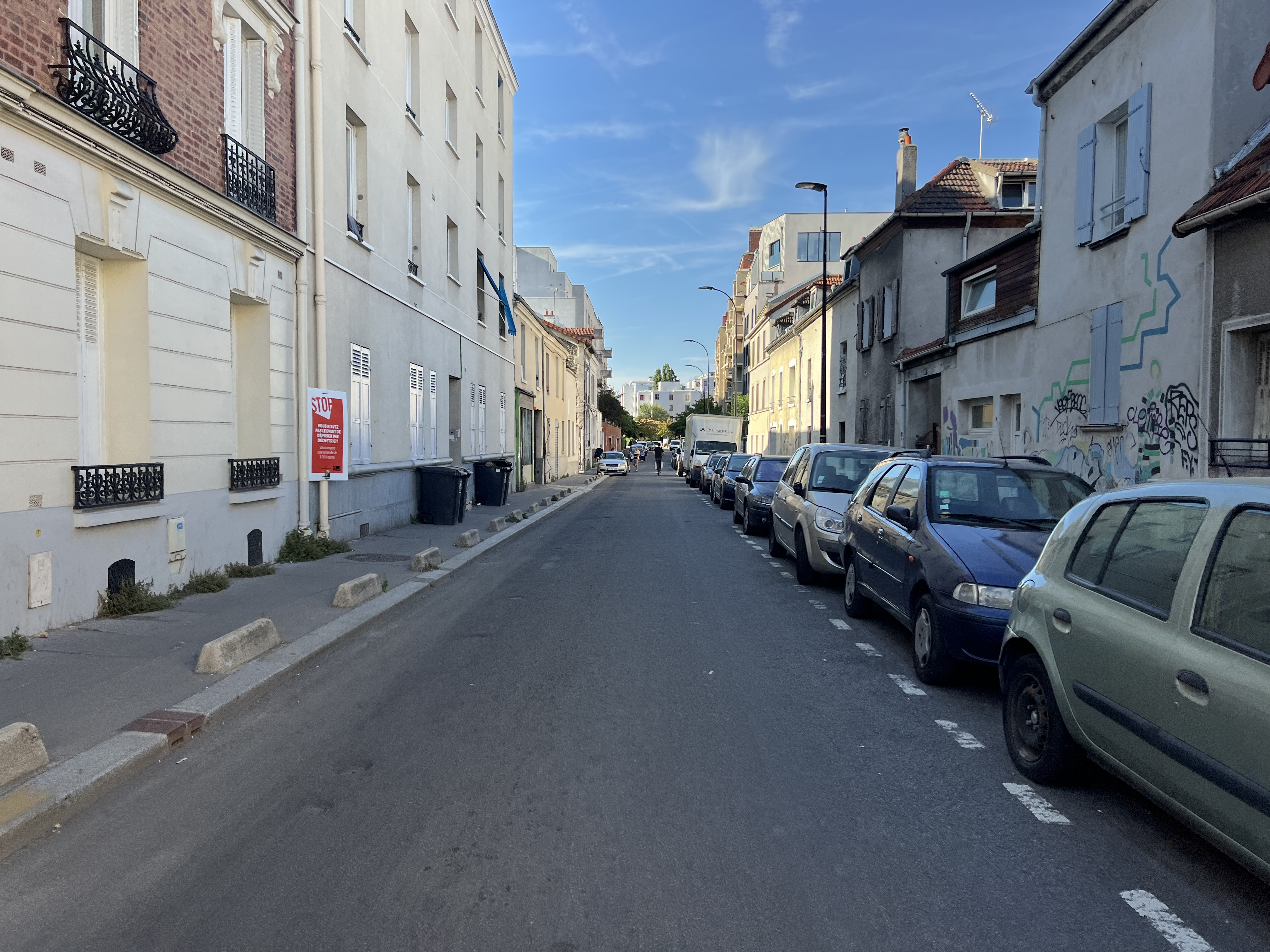
La rue en juillet 2022.

C'est une des plus vieilles voies de communication d'Aubervilliers, et en constituait un des axes principaux avant que soit percé le boulevard Anatole-France à la fin du XIXe siècle. L'étude des archives cadastrales a montré qu'elle comprenait en 1844, quatre habitations, concentrées entre la rue du Moutier et la rue Chapon.
Le quartier Crèvecoeur, de part et d’autre de la rue de La Courneuve, est le dernier endroit où se sont conservés les maraîchers de la plaine des Vertus.

## Bâtiments remarquables et lieux de mémoire
- Au n°36, un ensemble de logements réalisés en 1955, probablement par les frères Chevallier, fils de Louis Chevallier[5].